# Sturisomatichthys
Genre
Sturisomatichthys est un genre de poissons-chats de la famille des Loricariidés.

## Liste des espèces
Selon FishBase (28 octobre 2017) :
- Sturisomatichthys aureus (Steindachner, 1900)
- Sturisomatichthys citurensis (Meek & Hildebrand, 1913)
- Sturisomatichthys dariensis (Meek & Hildebrand, 1913)
- Sturisomatichthys festivum (Myers, 1942)
- Sturisomatichthys frenatus (Boulenger, 1902)
- Sturisomatichthys kneri (Ghazzi, 2005)
- Sturisomatichthys leightoni (Regan, 1912)
- Sturisomatichthys panamensis (Eigenmann & Eigenmann, 1889)
- Sturisomatichthys tamanae (Regan, 1912)

Selon World Register of Marine Species (28 octobre 2017) :
- Sturisomatichthys aureus (Steindachner, 1900)
- Sturisomatichthys festivum (Myers, 1942)
- Sturisomatichthys frenatus (Boulenger, 1902)
- Sturisomatichthys kneri (Ghazzi, 2005)
- Sturisomatichthys panamensis (Eigenmann & Eigenmann, 1889)